# Севастопольское высшее военно-морское инженерное училище
Севастопольское высшее военно-морское инженерное училище — высшее военно-морское учебное заведение СССР располагавшееся в Севастополе в районе «Голландия».

## Названия училища
- С 15 декабря 1951 года — 3-е Высшее военно-морское инженерное училище
- С 1954 года — Высшее военно-морское инженерное училище подводного плавания
- С 1960 года — 3-е Высшее военно-морское инженерное училище
- С 6 апреля 1964 года — Севастопольское высшее военно-морское инженерное училище
- Неформальное название — «Голландия» — по месту расположения в районе «Голландия» города-героя Севастополя.

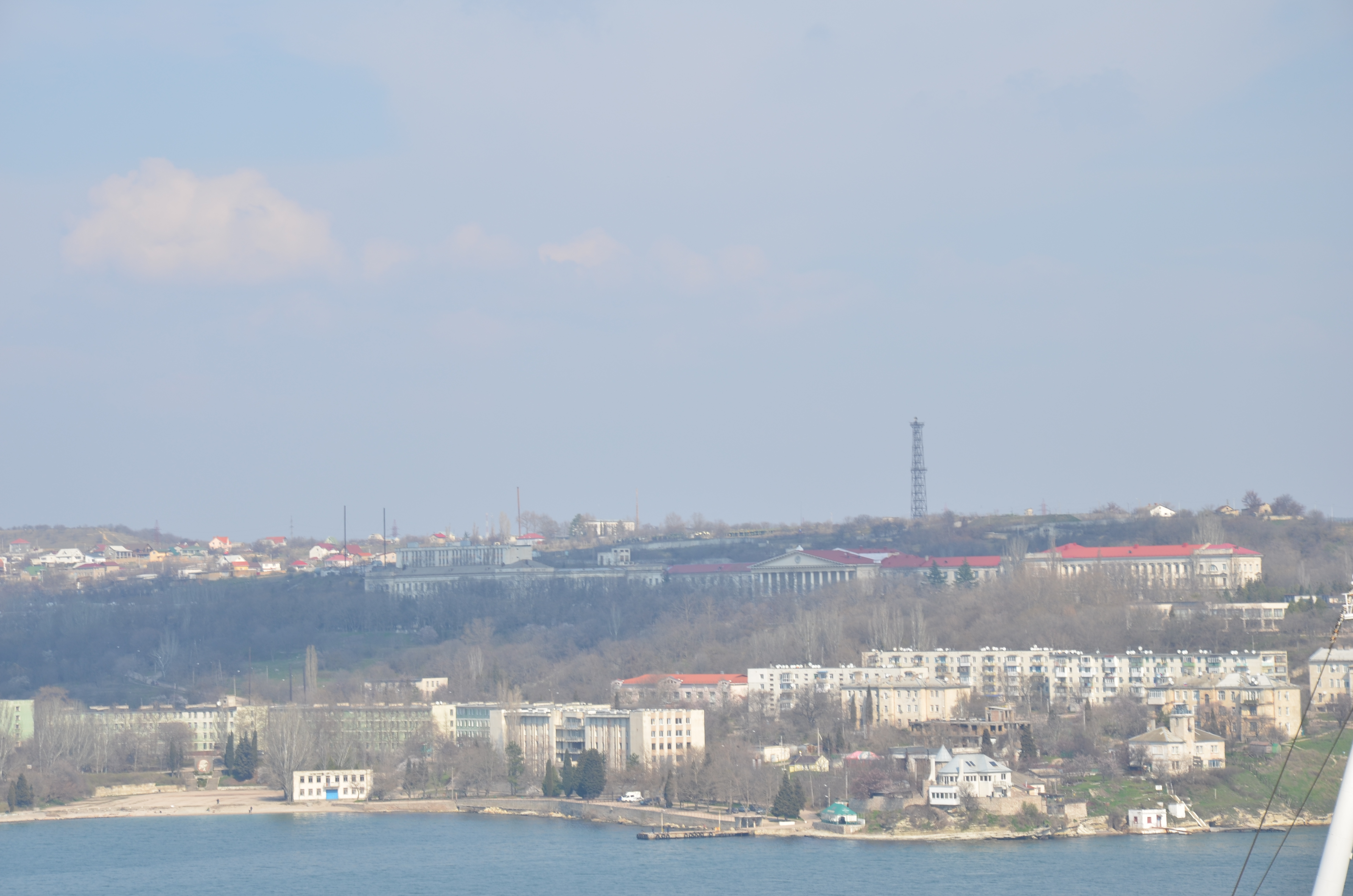
Комплекс зданий училища над бухтой Голландия

## История
На восточном склоне балки Голландия в 1911 году началось строительство корпусов Севастопольского морского кадетского корпуса, которые были закончены только в 1960 году. Проект здания был разработан в начале прошлого века известным петроградским архитектором Александром Александровичем Венсаном. Здание было заложено 23 июня 1915 года. 

### В советский период
Училище было создано в 1951 году приказом Военно-Морского Министра СССР Адмирала флота Н. Г. Кузнецова от 15 декабря 1951 года. 
Первым начальником училища в апреле 1952 года был назначен инженер-контр-адмирал М. В. Королёв. К началу первого учебного года — 1 октября 1952 года — было создано два факультета. 30 апреля 1953 года в училище из Высшего военно-морского инженерного училища имени Ф. Э. Дзержинского был переведён дизельный факультет.
11 октября 1953 года командующий Черноморским флотом адмирал С. Г. Горшков вручил училищу Знамя части.
В марте 1954 года начальником училища был назначен контр-адмирал И. М. Нестеров.
В 1956 году начальником училища был назначен инженер-капитан 1 ранга М. А. Крастелёв, прослуживший в этой должности более 15 лет и ставший вице-адмиралом.
Выпуск первого отряда офицеров-инженеров состоялся в июне 1956 года. В том же году училищу было разрешено открыть адъюнктуру.

Строительство главного здания учебного корпуса было завершено в 1960 году. Архитектурный ансамбль включает пять четырёхэтажных зданий, соединенных колоннадами с внутренними оранжерейными двориками. По размерам и объёму внутренних помещений учебный корпус является одним из крупнейших зданий (полный объём внутренних помещений — более 200 000 кубических метров) Севастополя.

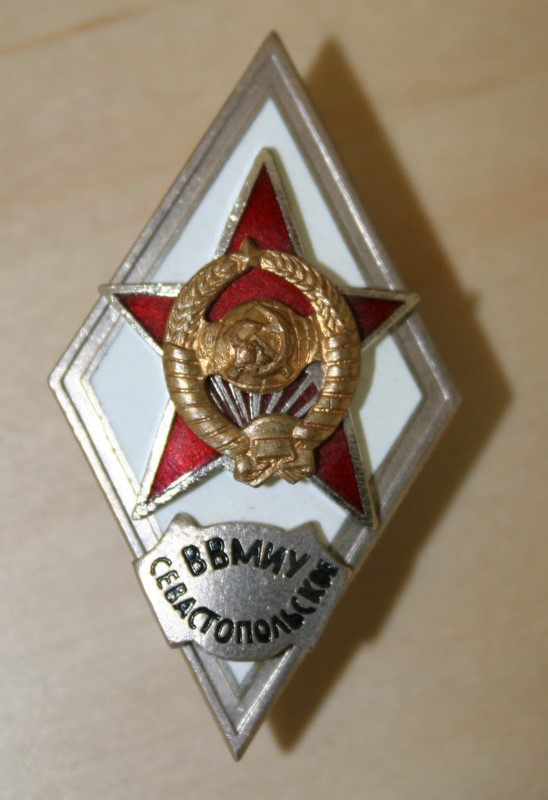
Нагрудный знак СВВМИУ

Училище являлось основным центром подготовки офицерских инженерных кадров для океанского атомного флота. Учебное заведение обладало сильнейшим профессорско-преподавательским составом. Материально-техническая база подготовки корабельных инженеров-энергетиков для атомного флота СССР включала собственный исследовательский реактор ИР-100, натурный бортовой комплекс ядерной энергетической установки подводной лодки 2-го поколения, полномасштабные тренажеры, исследовательские тепло-гидродинамические стенды, мощный вычислительный центр.

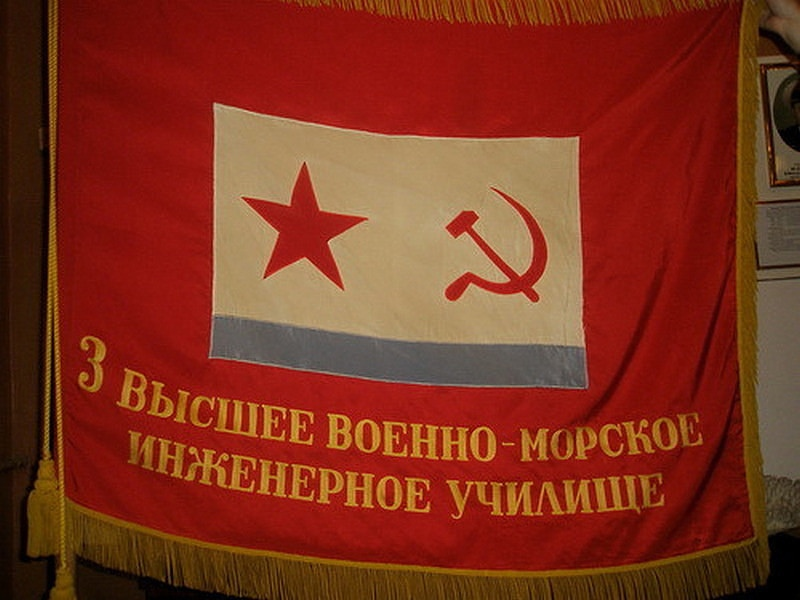
Знамя СВВМИУ

В училище велись научные исследования актуальных проблем корабельной ядерной энергетики, гидравлики, теплофизики на кафедрах и в научно-исследовательских лабораториях. Проводились научно-технические конференции, выездные сессии АН СССР по теплофизическим и гидродинамическим аспектам проблемы безопасности корабельных ядерных энергетических установок, заседания Научного совета АН по гидрофизике океана. С 1965 года в училище выходил «Сборник трудов СВВМИУ».
В 1976 году в училище открыт мемориальный знак в честь советских ученых и моряков-черноморцев, решивших в годы Великой Отечественной войны проблему размагничивания кораблей.
В 1980 году Севастопольское высшее военно-морское инженерное училище, возглавляемое вице-адмиралом А. А. Саркисовым, было признано лучшим высшим учебным заведением ВМФ СССР.
В 1985 году в училище был переведён химический факультет Каспийского высшего военно-морского Краснознаменного училища имени С. М. Кирова.
За 40 лет из его стен было выпущено более 11 000 офицеров-инженеров; многие из выпускников были награждены правительственными наградами, удостоены государственных премий. Выпускники Севастопольского высшего военно-морского инженерного училища на службе в ВМФ участвовали в ликвидации последствий аварий на атомных подводных лодках. Более двух десятков выпускников удостоены адмиральских званий.

### В постсоветский период
Училище официально прекратило своё существование 30 августа 1993 года, после распада СССР, и было включено в состав Севастопольского военно-морского института. До аннекси Крыма Россией инфраструктура Севастопольского высшего военно-морского инженерного училища (здание морской практики, полигон живучести, водолазный полигон) была разрушена, частично пребывала в аварийном состоянии.
На базе СВВМИУ был образован факультет по подготовке специалистов для атомной энергетики Украины. 2 августа 1996 года постановлением Кабинета Министров Украины № 884 факультет был преобразован в Севастопольский институт ядерной энергии и промышленности (СИЯЭиП), которому передана инфраструктура ядерного реактора ИР-100. В конце марта 2014 года ядерный реактор ИР-100 был остановлен и законсервирован.
После аннексии Крыма Российской Федерацией Правительство РФ 8 октября 2014 года издало распоряжение о создании на базе ряда образовательных организаций города Севастопольского государственного университета. C 2015 года Севастопольский национальный университет ядерной энергии и промышленности входит в состав Севастопольского государственного университета как Институт ядерной энергии и промышленности.
Согласно Федеральной целевой программе развития Крыма и Севастополя до 2020 года предусмотрены средства для реконструкции учебного корпуса, который связан с работами в области энергетики.
В декабре 2017 года боевое знамя Севастопольского ВВМИУ передано на хранение в музей Черноморского флота.

## Начальники
- апрель 1952—1954 — Королёв, Михаил Васильевич, инженер-контр-адмирал
- март 1954—1956 — Нестеров Илья Михайлович, контр-адмирал
- 27 марта 1956 — ноябрь 1971 — Крастелёв, Михаил Андроникович, инженер-вице-адмирал
- ноябрь 1971—1983 — Саркисов, Ашот Аракелович, вице-адмирал
- 1984—1993 — Коротков Михаил Васильевич, контр-адмирал

## Выпускники
- Морозов, Иван Фёдорович, выпуск 1956 года,
- Самсонов, Станислав Павлович, выпуск 1957 года.
- Осипенко, Пётр Дмитриевич, выпуск 1967 года.
- Рымарь, Анатолий Петрович, выпуск 1971 года.
- Белавенцев, Олег Евгеньевич, выпуск 1971 года
- Воскресенский, Андрей Владимирович, выпуск 1994 года